# Lytocarpia bathyalis
Lytocarpia bathyalis är en nässeldjursart som beskrevs av Ryland och Gibbons 1991. Lytocarpia bathyalis ingår i släktet Lytocarpia och familjen Aglaopheniidae. Inga underarter finns listade i Catalogue of Life.